# Phyllactis formosa
Phyllactis formosa är en havsanemonart som först beskrevs av Duchassaing 1850.  Phyllactis formosa ingår i släktet Phyllactis och familjen Actiniidae. Inga underarter finns listade i Catalogue of Life.